# Hyalobathra paupellalis
Hyalobathra paupellalis is een vlinder uit de familie van de grasmotten (Crambidae), uit de onderfamilie van de Pyraustinae. De wetenschappelijke naam van deze soort is voor het eerst voorgesteld als Botys paupellalis door Julius Lederer in een publicatie uit 1863.
De soort komt voor in Zuidoost-Azië.